# Cofradía del Santo Ecce-Homo (Bembibre)
La Cofradía del Santo Ecce-Homo, en un nombre más formal  Cofradía de los Hermanos del Santo Ecce-Homo, tiene su arraigo en la Villa de Bembibre,  y se considera sucesora de la hermandad de la Santa Resurrección y Vera Cruz, hundiendo sus orígenes en tiempos inmemoriales, siendo su misión principal dar culto verdadero a Dios en la Santísima y milagrosa imagen del Santo Ecce-Homo y asistir a los entierros de los hermanos difuntos acompañando su cadáver al cementerio, rogando a Dios por su eterno descanso, según el Artículo I de su Reglamento.
Estos objetivos se incardinan con el cuidado y acomodo del Santuario del Santo Ecce-Homo, en los últimos tiempos también con la conservación del Museo de Arte Sacro de Bembibre.
Se considera de ámbito comarcal, abarcando el Arciprestazgo del Boeza, las tierras y pueblos del Bierzo Alto, que lo tienen como patrono desde tiempo inmemorial, siendo el hermanamiento propio de esas tierras y pueblos y no privativo de uno de ellos, de Bembibre del Bierzo.

## El Santo

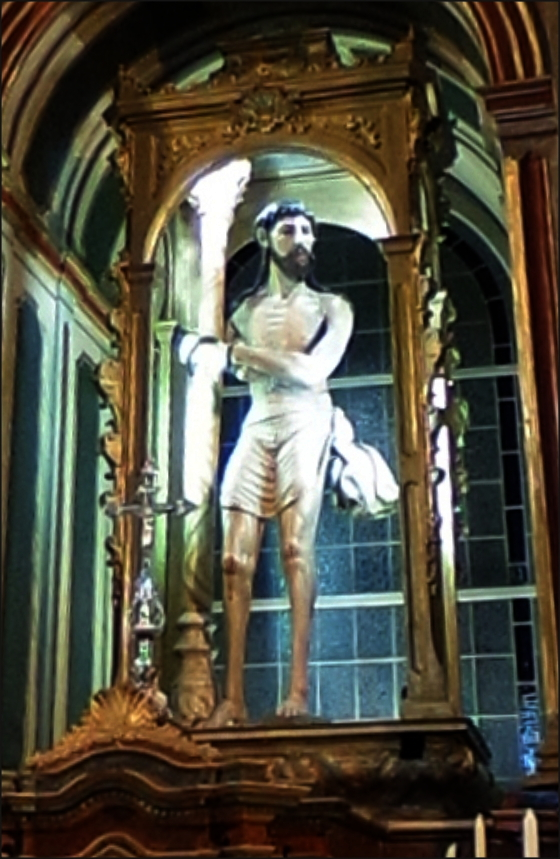
Santo Ecce-Homo
[https://tools.wmflabs.org/panoviewer/#Santo+Ecce-Homo+-+Santuario+-+Altar.jpg Pulse para visión omniorámica

La vida de la Cofradía, y su razón de ser, gira en torno a la advocación del Santo Ecce-Homo, de "el Santo" sin más, adquiriendo en Bembibre, en la comarca del Boeza, en el Bierzo Alto, en El Bierzo, un carácter singular, distinguiéndose y separándolo del culto de la iglesia parroquial, tanto en Bembibre como en el resto de lugares en que se sigue su devoción, poseyendo un significado especial entre bembibrenses y bercianos.
Así, se dan casos paradójicos, de personas que no practican la religión y, sin embargo, no dejan de asistir por nada del mundo a las ceremonias anuales del Santuario; personas que han visto arder la iglesia de su pueblo y, sin embargo arriesgarían su vida por salvar el Santo; personas que dan un donativo, pero dejan bien claro que es para el Santo, con exclusividad que no admite discusión, ya que las limosnas las entregan los fieles directamente al Santo, algo que puede explicar algunos enfrentamientos con el cura párroco y la iglesia parroquial, que es "otra cosa".
El Santo es algo muy suyo, muy personal, que está incluso por encima de otros valores objetivamente superiores, demostrando la historia la certeza de estas afirmaciones, con casos y ejemplos de los citados tras los cuales hay, al menos, una persona con nombres y apellidos.
Por otro lado,  el Santo abarca tres cuestiones íntimamente ligadas entre sí, la Imagen, el Santuario y la propia Cofradía, y que tienen como única finalidad servir de cauce a la veneración que toda la comarca del Boeza profesa al Ecce-Homo, a quien tiene como patrono desde tiempo inmemorial.
Una coexistencia de cuestiones o conceptos que se trasladan al ámbito de las propiedades del Santo y las propiedades del Santuario, lo que lleva a la conclusión de la existencia de pertenencias de la imagen propiamente dicha y pertenencias del Santuario, algo que se concreta en la existencia de propiedades de una sola persona jurídica denominada "el Santo". Y el Santo comprende tanto la imagen como el edificio o fábrica del templo, siendo una confusión que deriva de la misma forma que se ha usado siempre en la comarca para denominar a uno u otro: “El Santo” es todo, comprendiendo Imagen y Santuario.
Así, la cofradía no se considera directamente propietaria, siendo mera administradora de los bienes pertenecientes al "Santo".

## Historia
La Cofradía del Santo Ecce-Homo  hace referencia a una cofradía llamada unas veces de la Vera Cruz y otras del Santo Ecce-Homo, que desde tiempo inmemorial, con unos u otros estatutos, siempre tutelados por el obispado de Astorga, tienen como misión principal el culto a su venerada imagen y el cuidado y acomodo del templo que la cobija.
Los posibles orígenes se relacionan con las Cofradías de la Vera Cruz, disciplinantes, que fueron introducidas por las órdenes mendicantes, franciscanos y dominicos, en torno al siglo XVI, y se prodigaron en todas las poblaciones de cierta importancia por el país. Atendían a los cofrades con medicamentos, ayudas, en los entierros, etcétera, puesto que, no se ha de olvidar, las cofradías vienen de la mano de los gremios, asumiendo una función social, que emanaba del hermanamiento de los cofrades (del latín cum con y frater hermano).
La promulgación de las Constituciones se produce el día 15 de septiembre de 1833  al ser aprobadas por don Vito Magaz, canónigo doctoral, gobernador y vicario capitular en sede vacante, hecho que se produce tras un largo litigio entre cofradía y cura párroco, perdiéndose, ya para siempre, el evocador nombre de «Cofradía de la Vera Cruz», aun cuando, en el Artículo Adicional de su Reglamento, según redacción de septiembre de 1928, se nombra, por única vez en los mismos, como Cofradía de la Vera-Cruz.

### Contexto sociohistórico
Se puede considerar que los gremios, asociaciones de personas con mismos oficios, profesión, actividad o intereses, ya consolidados en los finales del siglo XVII e inicio del siglo XVIII en que inscriben los hechos que se referencian, abrían una fisura en el monolitismo medieval, señor-vasallo, propia del feudalismo, del mismo modo que las cofradías pretendieron abrir un camino de participación de los laicos en el estamento clerical, en la Iglesia. Las cofradías son un instrumento de la piedad laica y por lo tanto un intento por parte de los laicos de organizar su vida religiosa en la Iglesia pero sin la Iglesia.
En el caso de la cofradía del Santo Ecce-Homo, se constata que estaba organizada por los seglares y los seglares la gobernaban. Así, el hecho de que el Cura Párroco sea el presidente es casi en sentido honorífico, y lo es por imposición del obispado, como exigencia para aprobar las constituciones. Antes, en la antigua cofradía, el sacerdote era una persona más, que iba a los oficios divinos cuando la cofradía le convocaba y al que abonaban sus honorarios, sin que actuara en la dirección, ya que la relación de los cofrades con su imagen la programaban ellos, según sus conveniencias, creencias y tradiciones.
Esto podía ir en contra de los intereses del clero y, especialmente, de los del Cura Párroco de la Villa que, por todos los medios y en diversas ocasiones, pretendió adueñarse de la cofradía. Al ver los progresos de la misma, pretendió adueñarse del Santo y disfrutar de sus pingües rentas, llegando a plantear ante el tribunal competente una demanda que, en definitiva, se centraba en un mero tema económico.

### Aprobación de las Constituciones
La redacción y final aprobación de las Constituciones o "Reglamento de la Cofradía del Santo Ecce-Homo de Bembibre del Bierzo (León)", como reza en su portada y página principal en su edición de 1929, según redacción de septiembre de 1928, viene precedido por diferentes pleitos o desacuerdos entre la cofradía y el cura de la parroquia, probablemente larvados y anteriores, quizás con influencias de las normas que respecto a las flagelaciones públicas se venían intentando aplicar, siendo la más próxima en el tiempo la de Carlos III en 1777 que, entre las reformas del absolutismo ilustrado, prohibió la flagelación pública, algo que, según las normas civiles y eclesiales, pudiera llevar a la abolición de antiguos ritos de sus cofrades, incluso a la pérdida del nombre de la antigua cofradía, pasando su bagaje a una nueva cofradía, que asumiría la misma devoción y respeto popular.

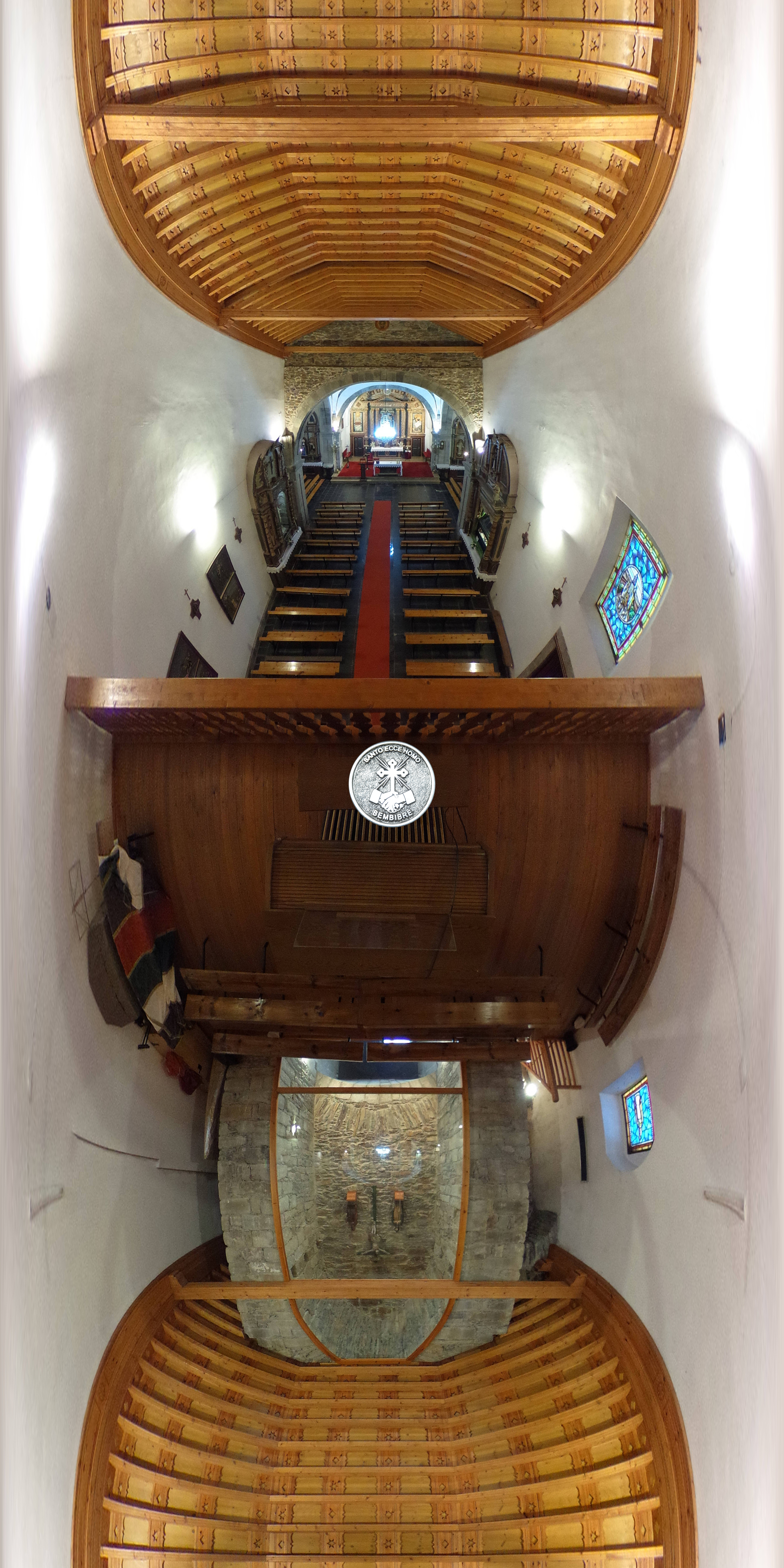
Santuario del Santo Ecce-Homo desde el coro
(Pulse para visión omniorámica)

Pero ello requeriría de la redacción y aprobación de un nuevo reglamento, de unas nuevas Constituciones, de unas normas o estatutos por los que regir esta Cofradía, heredera de la anterior de la Vera Cruz, circunstancias que se dan en un momento crítico de su historia pues, además de esas posibles desavenencias larvadas y cambios normativos y de estilo de vida, en lo referente a lo pasional y, en general, a la vida misma, se añaden los hechos acaecidos el  2 de enero de 1809 cuando, en el marco de la Guerra de la Independencia Española, es saqueada la Villa de Bembibre y destruido el templo del Santo.
Ante las noticias del avance de los ejércitos, ingleses en retirada y franceses en su persecución, y en previsión de lo que podía suceder, el Santo había sido trasladada al pueblo cercano de Santibáñez, retornando a Bembibre una vez pasado el peligro, pero, habiendo sido destruido en parte el santuario, ha de cobijarse en la iglesia parroquial de San Pedro, donde es recibida y albergada durante los años necesarios, hasta el acondicionamiento del santuario.
Las labores de reconstrucción comenzaron prontamente, pero con lentitud por la penuria de medios y las disensiones surgidas entre la cofradía y los párrocos, lo que hace que se prolonguen en el tiempo, iniciándose las obras de reconstrucción con intensidad seis años más tarde, en 1815, prosiguiendo con la recuperación patrimonio iconográfico en 1825.
Los problemas con los párrocos de la iglesia parroquial surgen en torno a las limosnas y otros bienes del Santo, hasta el punto de tener que intervenir el obispo ordenando, entre otras cosas, el retorno del valor de joyas, fijado en 4000 reales, usadas con fines de la parroquia sin ser lícito, alcanzando el máximo de tensión en 1819, cuando la cofradía, que aún se llama de la Vera Cruz, acuerda trasladar la imagen a su templo, habiendo acudido el párroco de la villa al tribunal competente solicitando, por el contrario, que la imagen permaneciera en la iglesia y denunciando que el mayordomo de la cofradía seguía percibiendo las limosnas. También aducía otras cuestiones que el cabildo considera como «otras extravagancias».
Finalmente,  si la imagen se reintegraba a su sitio habitual, las limosnas eran percibidas por la cofradía pero, si continuaba en la iglesia, eran percibidas por el párroco, resultando un mero tema económico lo que motiva esta denuncia.
En el año 1823 examina las obras del templo en visita pastoral el Ilmo. Sr. Don Guillermo Martínez, obispo de la diócesis, estando aún en ruinas la parte del crucero y la capilla mayor, y comprueba las cuentas, mandando que se rehagan por no hallarlas conformes. Así mismo, exhorta al cabildo para que continúen con las obras de restauración; y les da instrucciones sobre cómo deben hacer las cuestaciones en evitación de quejas y murmuraciones frecuentes en el arciprestazgo, unas instrucciones que no deben producir el efecto deseado ya que, en el año de 1825, el 5 de diciembre, el Ilmo. Sr. Don Manuel Morete Bodelón, informado del deplorable estado del santuario, comisiona al arcipreste del Boeza, don Pedro Blanco, párroco de Arlanza, y al mayordomo, don Bernardo Gayoso, para que traten de la reedificación del templo.
Tras diversas gestiones y resoluciones de los sucesivos obispos, incluidas varias visitas pastorales, y ante ciertas maniobras por parte del clero para separar la cofradía del Santuario, que debieron existir, poniendo incluso en tela de juicio la existencia legal de la cofradía de la Vera Cruz, el cabildo, reunido en 26 de febrero de 1826, toma el acuerdo de proseguir en sus funciones con intervención del párroco.
El 3 de julio de 1826 gira visita el obispo Ilmo. Sr. Don Manuel Morote, que ya encuentra de su agrado las obras de reedificación, tomando una serie de determinaciones para la evitación de problemas en lo sucesivo, aun cuando no se logró cortar las murmuraciones y quejas de los fieles por presunta dilapidación de los caudales, por lo que el obispo, en nueva visita pastoral girada en 4 de julio del año 1830, ordena al cura párroco de Castropodame, don Marcos Álvarez, que se haga cargo del cuaderno de Constituciones de la cofradía de la Vera Cruz para su reforma y adecuación.
Se cumple el encargo con diligencia, redactándose un nuevo texto con fecha 30 de julio del mismo año, que se propone al ahora obispo, el Ilmo. Sr. Don Leonardo Santander y Villavicencio, siendo suspendida la aprobación de las Constituciones el día 2 de agosto por el mismo, en tanto no se resuelva el pleito pendiente en el Tribunal Eclesiástico entre el cura de Bembibre y la cofradía, no privando al párroco de Arlanza ni al mayordomo de las facultades conferidas en el año de 1825 para que traten de la reedificación del templo.
Finalmente es don Vito Magaz, canónigo doctoral, gobernador y vicario capitular en sede vacante, quien aprueba las constituciones con algunas reformas, el día 15 de septiembre de 1833, finalizando así el litigio entre cofradía y cura párroco, que a punto estuvo de terminar con aquella.
Tras este complejo proceso de avance en las obras de rehabilitación y de redacción de nuevos reglamentos, aclaradas posturas y competencias, inicia la cofradía del Santo Ecce-Homo una vida próspera y activa, si bien se pierde, ya para siempre, su evocador nombre «cofradía de la Vera Cruz», aun cuando queda en el recuerdo y en ciertos documentos, como se ha mencionado.

## El reglamento
El reglamento actualmente vigente, promulgado el día 15 de septiembre de 1833, según otras fuentes en 1830, y con edición de 1929 en Astorga, por Tipografía de Nicesio Fidalgo, con cierre y fecha de redacción "Bembibre y Septiembre de 1928", junto a sello de la cofradía, consta de 16 páginas numeradas, con treinta y dos (XXXII) artículos más uno adicional.
Se divide en doce apartados más ese adicional, con la siguiente estructura:
| OBJETO                      | DEL CABILDO    |
| DEL INGRESO                 | DE LA JUNTA    |
| DEBERES DE LOS HERMANOS     | DEL PRESIDENTE |
| DE LAS CUOTAS               | DEL MAYORDOMO  |
| DE LOS FONDOS               | DEL SECRETARIO |
| DEL GOBIERNO DE LA COFRADÍA | DEL SACRISTÁN  |
| ARTÍCULO ADICIONAL          |                |

### Gobierno
El gobierno de la cofradía del Santo Ecce–Homo, antes de la Vera Cruz, desde que se tienen noticias y hasta la actualidad, es ejercido mediante un cabildo del que emanan un Mayordomo, tres diputados, de los cuales uno asume la función de juez, y un secretario.

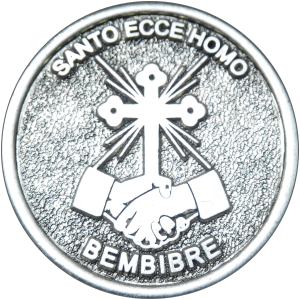

Según el Artículo XVII, el Cabildo, compuesto por todos los hermanos varones mayores de edad, y que se reunirá cada dos años el día de Pascua de Resurrección o en circunstancias especiales que se indican, siempre en la nave central del Santuario bajo la protección del Santo Ecce-Homo, es el máximo órgano rector de la Cofradía, del cual, y según acuerdos [que] se tomarán por mayoría de voto, emanan todos los cargos y decisiones que afectan a su vida.
La Junta, nombrada por el Cabildo el día de Pascua en votación secreta y por mayoría de votos, constará de un Presidente, que por razón de su cargo lo será siempre el Sr. Cura Párroco de esta Villa, un Mayordomo, tres diputados y un secretario sin voto, Junta que, entre otras misiones, y como resumen, ha de vigilar por el orden, religiosidad y buena marcha de la Cofradía.
El Mayordomo, que custodiará los fondos de todas clases que pertenezcan al Santuario o a la Cofradía, llevando libro de entradas y salidas, junto con otras responsabilidades, asume el máximo cargo de representación y dirección de la Cofradía, en lo que afecta a la misma y al santuario, ya que esta estipulado que el  mayordomo de la cofradía sea en lo sucesivo el mismo que el del santuario, estando solo sujeto al cabildo que le nombra.
Este cargo de mayordomo, o hermano mayor, tenía una duración de un año, cubriéndose mediante elección por y de entre los cofrades, que se efectuaba el martes de Pascua de Resurrección. No había límite para la reelección y de hecho prácticamente todos los mayordomos eran reelegidos. Solo en caso de vacante antes del término del mandato, o por la existencia de algún problema interno, el obispo procedía al nombramiento directo, recayendo algunas veces en el cura párroco.

## Festividades

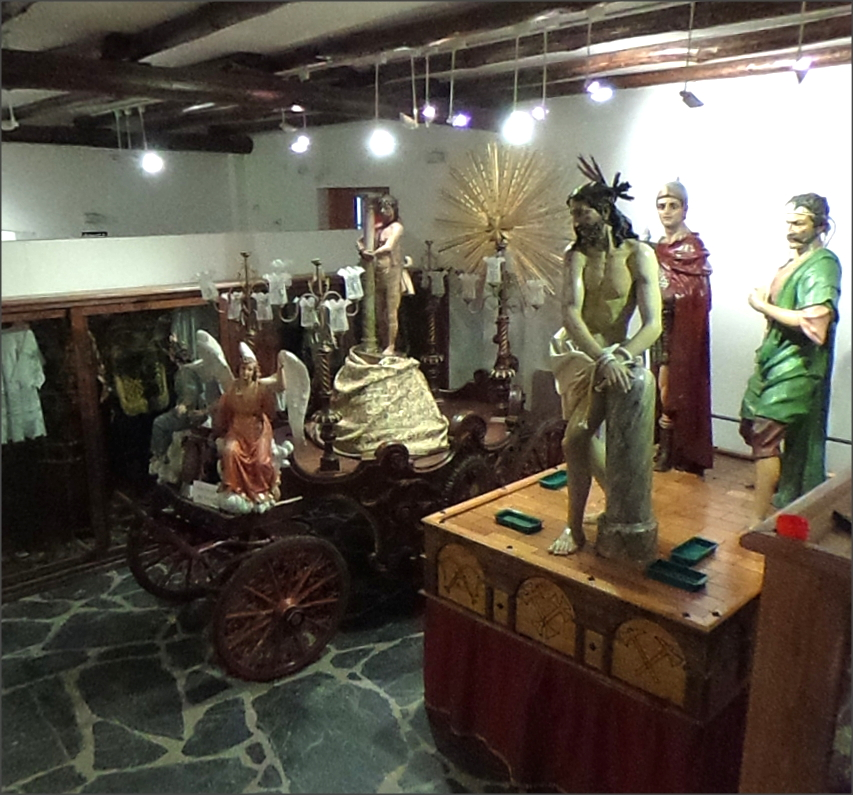
Carroza y copia de Ecce-Homo
Museo de Arte Sacro de Bembibre
(Pulse para visión omniorámica)

Según el Artículo III del Reglamento de la Cofradía del Santo Ecce–Homo, para mejor conseguir los objetos de la Cofradía, se celebrarán en el Santuario solemnes funciones religiosas los días 14 y 15 de septiembre, (El Cristo), con novenario anterior y sermones en dichos días, además de otras solemnes funciones a lo largo del año, como San Antonio Abad, Semana Santa, Corpus, Pascua de Resurrección o Santa Bárbara.
Entre esas otras solemnes funciones religiosas se señala la Salida del Santo Ecce-Homo desde su ermita a la Iglesia parroquial, su novenario en esta y su regreso en procesión muy solemne, y con especiales privilegios que tendrá lugar cada siete años; o antes, por votación, para implorar su piedad o pedirle algún beneficio, una tradición que se hunde en tiempos remotos, desconociéndose el por qué del plazo de siete años, celebraciones, la "bajada" y la "subida" del Santo con gran arraigo y poder de convocatoria que, a pesar del transcurso de los años, y ciertas dudas sobre su perdurabilidad,se reafirman más en cada fecha conmemorativa.
Seguramente, dados los problemas que podían surgir con el uso de la imagen del Ecce-Homo en las fiesta anuales, cuando no se podía sacar, ya que solo lo puede hacer en las salidas cada siete años, el año 1864, siendo mayordomo don Manuel María Rubial, se compra un Ecce-Homo pequeño, con un coste de 700 Reales, para salir en esas procesiones de las fiestas anuales, dando así satisfacción a la feligresía y realzando las mismas. Un realce que se complementa el año siguiente, el primero en que se quema una colección de fuegos artificiales en las fiestas del Cristo.

## Mayordomos
Relación cronológica de mayordomos de la Cofradía del Santo Ecce-Homo, anteriormente llamada de la Vera Cruz.
- Don Bernardo López Carbajal.
- Don Francisco Antonio Hernández, en 1825.
- Don Bernardo Gayoso, en 1825 y 1830 (no se sabe si lo fue durante estos dos años o en el período comprendido entre ambos; el autor se inclina por esta segunda hipótesis). Era administrador de rentas de la Villa.
- Don Luis Rodríguez de Cela, elegido en enero de 1834.
- Don Francisco Antonio de Josa, elegido en abril de 1835.
- Don José López Vega, elegido en abril de 1838.
- Don Francisco Javier Santalla, elegido en abril de 1840.
- Don Antonio Valls Carbajal, elegido en marzo de 1841.
- Don Francisco Antonio de Josa, elegido por segunda vez, en la Pascua de Resurrección de 1855.
- Don Manuel María Rubial, desde 1861 a 1864.
- Don Benito Álvarez, elegido en abril de 1867.
- Don Ángel Peña, elegido en marzo de 1869.
- Don Tomás Blanco Grandizo, elegido en abril de 1871.
- Don Baldomero Campano, elegido en abril de 1873 continuó hasta el año 1882.
- Don Ricardo López, en 1889 y 1890; suponemos se trate de la misma persona, con Rodríguez de segundo apellido, que fue por esta época, alcalde de la Villa.
- Don Francisco Manzano, en 1890 y 1891.
- Don Antonio Colinas Ramos, desde 1891 al año 1894.
- Don Baldomero Campano, en 1895, por segunda vez, y nombrado por el obispo.
- Don Sergio Rubio, cura párroco, en 1895 y 1896.
- Don Juan de la Rocha, ecónomo, nombrado en 1896, con carácter de interino, hasta la elección de
- Don Domingo Fernández González, en 24 de abril de 1898.
- Don Antonio Colinas Ramos, elegido por segunda vez en 1 de abril de 1902. Los restante miembros del cabildo eran:
  - Juez, Baldomero Campano.
  - Diputados, Víctor Álvarez y Pedro Huarte.
  - Secretario, Dictíno Lamilla.

Fue sustituido por
- Don Gregorio Vidal Morán, elegido en abril de 1910. Coincidió en este año la «salida» del Santo, que se recuerda por la trifulca que se originó entre los mozos de Noceda y Folgoso, discutiendo cual era el más grande de los pendones que portaban; parece que llegaron incluso a las manos, aunque la sangre no llegó al río. (Le facilita este dato al autor, así como la relación de mayordomos del período 1922 a 1944, su amigo Antonio Alonso, nieto de «Catalá»)
- Don Enrique Alonso Huerta, elegido por sesenta y tres votos en abril de 1912.
- Don José María Arias Álvarez, conocido con el sobrenombre de «el Escarpizo», elegido en abril de 1914.
- Don Manuel Alonso González «Catalá», elegido en 1922.
- Don Indalecio de la Puente Campano, desde 1929 hasta abril de 1936.
- Don Antonio Cueto Rodríguez, «Bodoque», desde abril a junio de 1936.
- Don Nicanor Rodríguez Rodríguez, «Baules», nombrado en agosto o septiembre de 1936 con carácter interino, hasta el año 1938 en que fue elegido, continuando en el cargo hasta 1944.
- Don Bernardo Alonso Víllarejo, elegido el 12 de abril de 1944, toma posesión el día 15 del mes siguiente. Durante su mandato se designó al General don Siro Alonso como hermano mayor honorario, con derecho a lugar preferente en las ceremonias religiosas del Santuario.
- Don Reinerio Gago González, elegido el 27 de abril de 1947.
- Don Alfonso Maestro Blanco, elegido en 24 de abril de 1949.
- Don Ramón García Palacios, elegido el 10 de mayo de 1970.
- Don Baldomero de la Puente López, elegido el 27 de abril de 1980, ejerce ininterrumpidamente hasta diciembre de 2020.
  - Al año siguiente de iniciar su mandato se procedió a la restauración del Santuario, y colocación de las cuatro vidrieras: la de San Antonio Abad, (donada por D. Bernardo A. Villarejo), Procesión del Santo, (donada por la familia Díaz Carro) y las de Santa Bárbara y Santo Toribio, sufragadas por la Cofradía.

- Don Héctor Blanco Terán, elegido el 7 de diciembre de 2020.
- Don José Antonio Díaz Casado, elegido el 8 de diciembre de 2024.

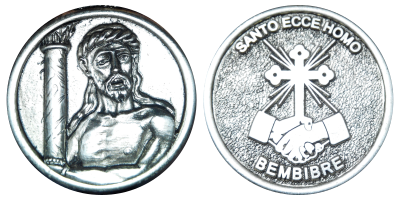
Santo Ecce-Homo – Bembibre